# Freies Rollenspiel
Der Begriff freies Rollenspiel wird, wie das allgemeinere „freies Spiel“, in zwei Bedeutungen verwendet. Zum einen kann er sich auf den Regulierungsgrad eines Rollenspiels beziehen, zum anderen auf dessen Lizenzstatus.

## Regelfreie Rollenspiele
Ein Rollenspiel, das komplett oder weitgehend ohne Regeln auskommt, wird freies Rollenspiel genannt. Die meisten populären Pen-&-Paper-Rollenspiele verwenden ausführliche und mehr oder weniger komplexe Regelwerke, Rollenspielsysteme genannt. Darin werden den Spielercharakteren, Gegnern etc. Werte zugewiesen und der Ausgang von Kämpfen oder anderen Aktionen durch diese Werte und meist Würfelwürfe entschieden. Die Anhänger freier Rollenspiele sehen durch diese Systeme jedoch oft den eigentlichen Sinn des Rollenspiels, das Annehmen und Darstellen einer Rolle, in den Hintergrund gerückt. Deshalb konzentriert man sich beim freien Rollenspiel auf die Interaktion der einzelnen Figuren, Konflikte werden erzählerisch gelöst und der Spielleiter fungiert nur als Haupterzähler, nicht auch als Regelausleger. Der Begriff „Erzählrollenspiel“ wird deshalb oft synonym verwendet, schließt Regeln aber weniger explizit aus. Beispiele sind das regelarme US-Erzählrollenspiel Sorcerer und das würfellose deutsche System Daidalos von Jochen Eid.

## Rollenspiele unter freien Lizenzen
Als freies Rollenspiel werden auch Rollenspiele bezeichnet, die nicht unter einem Endbenutzer-Lizenzvertrag stehen. Die genaue Kategorisierung ist umstritten, da es eine Vielzahl verschiedener Lizenzen gibt, die mehr oder weniger dem Konzept freier Lizenzierung entsprechen. Meist wird als entscheidend betrachtet, dass das Regelwerk kostenlos erhältlich ist, der Begriff kann aber auch eng an das Konzept der freien Software angelehnt verwendet werden. Manchmal ist auch freie Mitarbeit am Spiel möglich. Teilweise sind Regelwerke von Verlagen frei beziehbar, es existieren aber auch eine Vielzahl von Einzelpersonen frei entwickelter Rollenspiele und eine über das Internet organisierte Freie-Rollenspiel-Bewegung, die einigen Einfluss auf die Rollenspieltheorie hat. Beispiele sind das unter der Creative-Commons-Lizenz stehende Universal-System Demiurgon, das unter der GPL veröffentlichte Ein Würfel System sowie das kommerzielle Endzeit-SciFi-Spiel Degenesis, dessen Spielregeln frei im Internet verfügbar sind.